# 奪取
『奪取』（だっしゅ）は、真保裕一の長編小説。
『東京中日スポーツ』他に『夢の工房』（後に発売される同名のエッセイ集とは異なる）のタイトルで1994年11月7日から1995年8月2日まで掲載されたものを加筆訂正・改題し、講談社から1996年8月に単行本として刊行された。1999年5月に講談社文庫版が上下巻で刊行された。
友人が作った1260万円の借金を返すため、偽札作りに挑む主人公を描く。
新聞連載版と単行本化されたものとでは、話が変わっている。

## 受賞
- 1996年 第10回山本周五郎賞[1]
- 1997年 第50回日本推理作家協会賞長篇[1]

## あらすじ
全3部構成で、各部ごとに主人公の名前が変わっている。

### 第1部 手塚道郎編
手塚道郎、22歳、無職。友人の西嶋雅人がヤクザにはめられ作ってしまった1260万円の借金を返済するために、2人は偽札作りに挑む。ATMから紙幣判別機を奪取し、機械にのみ通用する偽札を作りあげるが、その一部始終をヤクザに嗅ぎつかれてしまう。途中で知り合った水田鉱一という老人に道郎は助けられるが、雅人を警察に売る。

### 第2部 保坂仁史編
裏の手段で保坂仁史という名前に変えた道郎は、水田とその知り合いの女子中学生・幸緒に本格的な偽札作りのノウハウを教え込まれる。印刷会社に就職した仁史は偽札作りを進めていくうち、幸緒の印刷会社の乗っ取りや突如消えた水田の消息に、雅人の借金相手のヤクザが関わっていることを知る。ヤクザとの受け渡しの際、水田の救出に失敗する。

### 第3部 鶴見良輔編
再び名前を変えた鶴見良輔こと道郎は、刑期を終えた真鍋宏英こと雅人、大学に進学した幸緒と再会し、ともに帝都銀行と東建興業への復讐を誓い、完璧な偽札を作る。

### エピローグ
著者の真保裕一を絡めたエピソードが収録されている。

## 書籍情報
- 単行本：1996年8月23日発売[1]、講談社、ISBN 978-4-06-208282-2
- 文庫本：1999年5月14日発売[2]、講談社文庫、ISBN 978-4-06-264566-9
- 文庫本：1999年5月14日発売[3]、講談社文庫、ISBN 978-4-06-264631-4